# Luciano Siqueira de Oliveira
Luciano Siqueira de Oliveira (Río de Janeiro, 3 de diciembre de 1975) es un exfutbolista brasileño que jugaba como volante.

## Clubes
| Club             | País   | Año       |
| ---------------- | ------ | --------- |
| Palmeiras        | Brasil | 1997-1998 |
| Bologna FC       | Italia | 1998-2000 |
| AC Chievo Verona | Italia | 2000-2003 |
| Inter de Milán   | Italia | 2003      |
| AC Chievo Verona | Italia | 2003-2013 |
| Mantova F.C.     | Italia | 2013-2014 |

## Falsificación de identidad
En 2002 se develó que el verdadero nombre de Eriberto Conceição da Silva era Luciano Siqueira de Oliveira, y que no había nacido el 21 de enero de 1979 sino el 3 de diciembre de 1975. Según el jugador, el cambio de su nombre y la adulteración de su edad se había producido por consejo de su representante, quien le sugirió que lo hiciera para poder así ser reclutado por el Palmeiras. Tras una suspensión de seis meses y el pago de una multa de 145.000 dólares, el brasileño fue autorizado para jugar con su nombre de nacimiento.